# Titularbistum Altiburus
Koordinaten: 35° 52′ 24,4″ N, 8° 47′ 12,7″ O
Altiburus (ital.: Altiburo) ist ein Titularbistum der römisch-katholischen Kirche. 
Es geht zurück auf die antike Stadt Althiburus in der römischen Provinz Africa proconsularis an der Straße von Karthago nach Theveste. Sie lag bei dem heutigen Ort Dawwar Awlad Gama, 35 Kilometer (Luftlinie) südsüdöstlich von El Kef in (Tunesien).
| Titularbischöfe von Altiburus |                      |                                         |                   |                  |
| Nr.                           | Name                 | Amt                                     | von               | bis              |
| 1                             | Gerald Emmett Carter | Weihbischof in London (Ontario/Kanada)  | 1. Dezember 1961  | 17. Februar 1964 |
| 2                             | Karl Flügel          | Weihbischof in Regensburg (Deutschland) | 7. September 1968 | 1. Juni 2004     |
| 3                             | Gerald Thomas Walsh  | Weihbischof in New York (USA)           | 28. Juni 2004     | 4. Mai 2025      |